# Haupia
L'haupia è un dolce tradizionale hawaiano a base di latte di cocco.

## Storia
Lungo gli anni quaranta, l'haupia divenne un popolare condimento per le torte al latte consumate soprattutto durante i matrimoni. Oggi l'alimento viene consumato durante i luau e in altre festività tradizionali hawaiane.

## Caratteristiche e preparazione
L'haupia è un pudding dalla consistenza gelatinosa simile al biancomangiare europeo e viene solitamente venduto in blocchi di varie dimensioni. Per la sua preparazione il latte di cocco viene riscaldato e miscelato con della pia (una radice diffusa nel sud-est asiatico macinata) fino a quando la miscela non si addensa. Nel caso non fosse disponibile, la pia può essere sostituita con l'amido di mais. Il dolce viene spesso tagliato in piccoli blocchi e servito in foglie di ti. Una variante popolare del pudding al cocco è la cosiddetta haupia pie o haupia cake, una torta a strati ripiena di cremosa haupia che può essere accompagnata da patate viola dolci e cioccolato.